# Lipopolisaccaride 3-alfa-galattosiltransferasi
La lipopolisaccaride 3-alfa-galattosiltransferasi è un enzima appartenente alla classe delle transferasi, che catalizza la seguente reazione:
UDP-galattosio + lipopolisaccaride ⇄ UDP + 3-α-D-galattosile-[lipopolisaccaride glucosio]
L'enzima trasferisce residui D-galattosili al D-glucosio nel core parzialmente completo del lipopolisaccaride. [cf. lipopolisaccaride N-acetilglucosaminiltransferasi (numero EC 2.4.1.56), lipopolisaccaride glucosiltransferasi I (numero EC 2.4.1.58), lipopolisaccaride glucosiltransferasi II (numero EC 2.4.1.73)].